# Lijst van nummer 1-hits in de Vlaamse Ultratop 50 in 2015
De volgende hits stonden in 2015 op nummer 1 in de Vlaamse Ultratop 50.
| Nummer | Datum        | Artiest                                 | Titel                           |
| ------ | ------------ | --------------------------------------- | ------------------------------- |
| 256    | 3 januari    | Lost Frequencies                        | Are you with me                 |
| 257    | 10 januari   | Mark Ronson & Bruno Mars                | Uptown funk!                    |
|        | 17 januari   | Mark Ronson & Bruno Mars                | Uptown funk!                    |
|        | 24 januari   | Mark Ronson & Bruno Mars                | Uptown funk!                    |
| 258    | 31 januari   | Christine and the Queens                | Christine                       |
|        | 7 februari   | Christine and the Queens                | Christine                       |
|        | 14 februari  | Christine and the Queens                | Christine                       |
|        | 21 februari  | Christine and the Queens                | Christine                       |
| 259    | 28 februari  | OMI                                     | Cheerleader (Felix Jaehn remix) |
|        | 7 maart      | OMI                                     | Cheerleader (Felix Jaehn remix) |
|        | 14 maart     | OMI                                     | Cheerleader (Felix Jaehn remix) |
|        | 21 maart     | OMI                                     | Cheerleader (Felix Jaehn remix) |
| 258    | 28 maart     | Christine and the Queens                | Christine                       |
| 259    | 4 april      | OMI                                     | Cheerleader (Felix Jaehn remix) |
| 260    | 11 april     | Stan Van Samang                         | Goeiemorgend, goeiendag         |
| 261    | 18 april     | Wiz Khalifa & Charlie Puth              | See you again                   |
|        | 25 april     | Wiz Khalifa & Charlie Puth              | See you again                   |
|        | 2 mei        | Wiz Khalifa & Charlie Puth              | See you again                   |
| 262    | 9 mei        | Stan Van Samang                         | Een ster (Live)                 |
| 263    | 16 mei       | Dimitri Vegas & Like Mike & Ummet Ozcan | The hum                         |
| 262    | 23 mei       | Stan Van Samang                         | Een ster (Live)                 |
| 264    | 30 mei       | Loïc Nottet                             | Rhythm inside                   |
|        | 6 juni       | Loïc Nottet                             | Rhythm inside                   |
|        | 13 juni      | Loïc Nottet                             | Rhythm inside                   |
|        | 20 juni      | Loïc Nottet                             | Rhythm inside                   |
| 265    | 27 juni      | Lost Frequencies & Janieck Devy         | Reality                         |
|        | 4 juli       | Lost Frequencies & Janieck Devy         | Reality                         |
|        | 11 juli      | Lost Frequencies & Janieck Devy         | Reality                         |
| 266    | 18 juli      | Dimitri Vegas & Like Mike & Ne-Yo       | Higher place                    |
| 265    | 25 juli      | Lost Frequencies & Janieck Devy         | Reality                         |
| 266    | 1 augustus   | Dimitri Vegas & Like Mike & Ne-Yo       | Higher place                    |
|        | 8 augustus   | Dimitri Vegas & Like Mike & Ne-Yo       | Higher place                    |
|        | 15 augustus  | Dimitri Vegas & Like Mike & Ne-Yo       | Higher place                    |
| 265    | 22 augustus  | Lost Frequencies & Janieck Devy         | Reality                         |
| 266    | 29 augustus  | Dimitri Vegas & Like Mike & Ne-Yo       | Higher place                    |
|        | 5 september  | Dimitri Vegas & Like Mike & Ne-Yo       | Higher place                    |
|        | 12 september | Dimitri Vegas & Like Mike & Ne-Yo       | Higher place                    |
|        | 19 september | Dimitri Vegas & Like Mike & Ne-Yo       | Higher place                    |
| 267    | 26 september | Matt Simons                             | Catch & Release (Deepend remix) |
|        | 3 oktober    | Matt Simons                             | Catch & Release (Deepend remix) |
|        | 10 oktober   | Matt Simons                             | Catch & Release (Deepend remix) |
|        | 17 oktober   | Matt Simons                             | Catch & Release (Deepend remix) |
|        | 24 oktober   | Matt Simons                             | Catch & Release (Deepend remix) |
| 268    | 31 oktober   | Adele                                   | Hello                           |
|        | 7 november   | Adele                                   | Hello                           |
|        | 14 november  | Adele                                   | Hello                           |
| 269    | 21 november  | K3                                      | 10.000 luchtballonnen           |
| 268    | 28 november  | Adele                                   | Hello                           |
|        | 5 december   | Adele                                   | Hello                           |
|        | 12 december  | Adele                                   | Hello                           |
|        | 19 december  | Adele                                   | Hello                           |
|        | 26 december  | Adele                                   | Hello                           |